# Union patriotique (Espagne)
Pour les articles homonymes, voir Union patriotique.
L’Union patriotique est un ancien parti politique espagnol fondé en septembre 1924 par le dictateur Miguel Primo de Rivera et destiné à devenir le parti unique du régime, en lieu et place de tous les partis politiques existants.

## Synthèse
Au lendemain du coup d'État de Primo de Rivera de septembre 1923, le pouvoir militaire central gouverna, à titre transitoire, par l’intermédiaire des gouverneurs civils, assistés chacun de délégués gouvernementaux dépêchés par Primo de Rivera dans les villes et communes, avec l’objectif premier de mettre un terme au fléau du caciquisme.
Dans la suite, voulant associer les civils au nouveau régime, Primo de Rivera se proposa de doter la dictature d’un instrument citoyen qui, sans être habilité à définir les objectifs ni les politiques à appliquer, se chargerait de leur mise en œuvre et de l’administration de l’État, mettant ainsi en pratique le mot d’ordre régénérationniste « moins de politique, plus d’administration », en plus de lui fournir une caution publique constante et d’assurer sa mainmise sur l’État. Cette force politique, sous les espèces d’un parti unique officiel (quoiqu’aspirant à être un mouvement civique plutôt qu’un parti politique, dans un refus explicite de tout caractère de parti), aurait pour tâche de mobiliser la société civile, de construire et d’organiser une base sociale d’appui au régime, et de faire surgir une nouvelle classe dirigeante appelée à prendre en main les institutions politiques laissées vacantes. Il s’agirait d’unir, sans égard à la classe sociale, « tous les Espagnols de bonne volonté » et d’« idées saines » autour des principes de la « religion, de la patrie et de la monarchie » ; la dénomination d’« Union » devait symboliser l’unité de la patrie, en opposition aux caciques traditionnels et aux politiciens qui avaient conduit l’Espagne au désastre de 1898 et à une incessante conflictualité sociale.
Deux structures existantes s’offraient pour servir de soubassement au nouveau mouvement à créer : d’une part le groupe paramilitaire Somatén, ranimé par la dictature pour pouvoir remplir sa promesse de restauration de l’ordre public, mais bientôt écarté comme socle du nouveau parti en raison de son habillage fasciste, et d’autre part les militants laïcs catholiques de l’ACNdP, pour qui le processus engagé par le coup d’État offrait un champ propice à la réalisation des objectifs du catholicisme social, but ultime de leur activité publique et motif supérieur d’adhésion au nouveau régime ; ces propagandistas, issus de la droite catholique antilibérale et antidémocratique, dirigés par Ángel Herrera, allaient s’affairer dès 1923 à fonder des Unions patriotiques, d’abord en Vieille-Castille, puis ailleurs en Espagne, et constituer ainsi un faisceau d’organisations embryonnaires spontanées, bases du futur grand parti national de la droite catholique en Espagne. Le catholicisme social disposait de toutes les qualités souhaitables pour un dictateur avide de reconnaissance, à savoir : capacité éprouvée de propagande et de mobilisation de masse, implantation dans une grande partie de l’Espagne, positionnement pragmatique, et une doctrine s’accordant avec les principes du régime, dont en particulier une conception du parlementarisme à l’unisson avec une vision organique de la société et de la représentation politique — doctrine, du reste, conforme aux orientations pontificales.
En avril 1924, l’UP fut officiellement instituée, tandis que sa structure de fonctionnement au niveau national ne devait voir le jour qu’en juillet 1926, lors d’une assemblée nationale à Madrid, avec adoption de statuts prévoyant une organisation rigidement hiérarchisée et strictement pyramidale. Les comités UP locaux, dans les provinces et dans les municipalités, ces dernières régies désormais par un nouveau statut, devaient servir de vivier pour suppléer aux postes rendus vacants par suite du coup d’État, toutefois sur nomination par les gouverneurs civils. 
Les affiliés étaient des personnes issues de la droite traditionnelle catholique (antilibérale et antidémocratique), du maurisme et d’autres groupes conservateurs, ainsi que des apolitiques de tout bord et de simples opportunistes, mais aussi d’anciens caciques opportunément reconvertis. Outre les petits propriétaires agricoles de la Vieille-Castille, répondirent aussi à l’appel de l’UP la bourgeoisie rurale et les couches moyennes urbaines, attirées par la promesse d’ordre social et lassées des abus du régime antérieur.
Parti créé d’en haut, « à partir du pouvoir et par le pouvoir » (selon l’expression de Calvo Sotelo), l’UP, incrustée dans les organismes officiels, politiquement inefficace, docilement subordonnée à une politique dictatoriale brouillonne, allait de plus en plus figurer comme simple organe de propagande et de prosélytisme au service du nouveau régime, et ses membres se retrouver relégués au rang de simples exécutants de la politique gouvernementale, sans guère d’autonomie d’action de ses organes locaux. Au surplus, Primo de Rivera, entraîné dans une défense à outrance de son régime face aux oppositions croissantes, la transforma en février 1929 en une organisation parapolicière, en l’investissant de missions d’enquête et de renseignement en association avec le Somatén.
Idéologiquement, le parti s’adossait aux courants les plus marquants de la droite radicale européenne et avait fait siens les lieux-communs du conservatisme traditionaliste espagnol, à savoir : identification de la nation espagnole à la monarchie et au catholicisme ; conception organiciste et inégalitaire de la société nationale ; antiparlementarisme et antipolitisme ; anticommunisme primaire ; centralisme ; soutien à la famille comme cellule principale de la nation ; et défense de la propriété privée comme institution de droit naturel — principes que venaient compléter les valeurs classiques de la pensée bureaucratique de l’armée : militarisme, ordre, discipline, hiérarchie et autorité. Toutefois, en dépit de quelques oripeaux fascistes, ni l’UP, ni sa section de jeunesse JUP ne présentaient de parenté effective avec les fasci italiens, plusieurs éléments traçant en effet une ligne de démarcation infranchissable entre l’expérience mussolinienne et la dictature primorivériste, dont notamment le poids décisif de l’Église, la référence à la Couronne, et le fait que le système socio-économique en vigueur, malgré quelques réformes dans le sens corporatiste et étatiste, ne fut jamais remis en cause.
Après la démission de Primo de Rivera en janvier 1930, l’UP, victime de défections massives et bientôt dissous, vit une partie de ses anciens membres rejoindre l’éphémère UMN, héritier supposé de l’UP, cependant que les autres, oublieux de leur ostensible apolitisme, renouaient avec la tant décriée politique de partis, si bien que l’UP finit par servir de vivier de futurs dirigeants pour les partis de droite sous la subséquente République.

## Histoire

### Prémisses et fondation
Quelques mois après l’instauration de la dictature de Primo de Rivera en septembre 1923, le dictateur commença à s’aviser qu’il ne suffisait pas, pour « régénérer » le pays, de mettre fin à l’« oligarchie » et d’« éradiquer le caciquisme », selon ce qu’il s’était proposé, mais qu’il était nécessaire également de mettre en place une « politique nouvelle », qui s’appuierait sur des « gens aux idées saines » et sur les hommes « de bonne foi » disposés à s’intégrer dans un « parti politique, mais apolitique, exerçant une action politico-administrative ». Il s’agirait d’une force politique qui, sans être habilitée à définir les objectifs ni les politiques à appliquer, se chargerait de l’administration de l’État, mettant ainsi en pratique le mot d’ordre régénérationniste « moins de politique, plus d’administration ».
Un décret royal d’octobre 1923 institua la figure du délégué gouvernemental (« Delegado Gubernativo »), situé à un échelon de pouvoir immédiatement inférieur à celui de gouverneur civil. Chaque gouverneur civil disposerait, pour chacune des circonscriptions judiciaires de sa juridiction, d’un tel délégué, selon le mode de fonctionnement très hiérarchisé caractéristique des forces armées. Ces délégués devaient nécessairement être des gradés (jefe ou capitaine) de l’armée espagnole, et avaient pour missions principales de faire rapport à leur supérieur de tout problème ou incident survenu dans les communes de sa circonscription judiciaire et d’inspecter et d’orienter les activités des municipalités jusqu’à la promulgation du décret régulant lesdites activités. Outre ce travail de surveillance, ils agissaient comme envoyés de Primo de Rivera dans les villes et communes, avec l’objectif premier d’affronter le caciquat, et comme agents de la future Union patriotique nationale.
Le 13 novembre 1923, le Círculo Católico Agrario (Cercle politique agraire) de Valladolid publia le manifeste fondateur de l’Unión Patriótica Castellana (UPC), lequel comportait un appel aux citoyens à rejoindre massivement la nouvelle organisation. Selon Ramiro de Maeztu, les principaux points d’attrait du manifeste primorivériste étaient l’orientation patriotique, le sens de l’ordre, et l’esprit traditionaliste,. Le mois suivant venaient se joindre à l’UPC les « Unions patriotiques » d’Avila, de Burgos et de Palencia, et, en dehors de l’actuelle communauté autonome de Castille et Léon, celle de Séville. En mars 1924, des Unions furent fondées à Ségovie, Logroño, Tolède et Cadix, suivies en avril par celles de Valence, Ciudad Real, Badajoz, Santander et Madrid. Son premier président était le professeur catholique Eduardo Callejo, fort proche d’Ángel Herrera Oria, le fondateur et promoteur de l’Asociación Católica Nacional de Propagandistas (ACNdP). Un catholicisme traditionaliste et corporatiste, s’érigeant en défense de la propriété et des valeurs agraires, en constituaient le noyau idéologique initial.

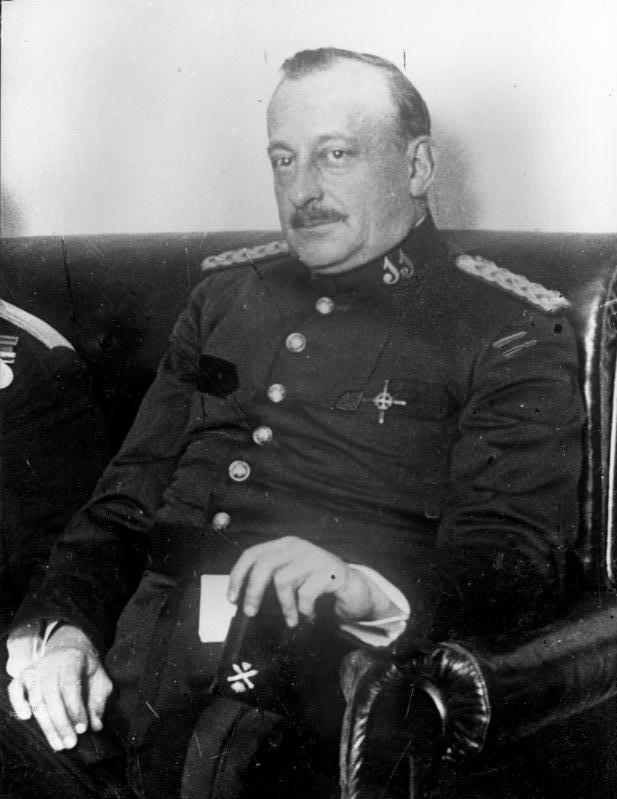
Le général Miguel Primo de Rivera, qui s’était emparé du pouvoir en Espagne par un coup d’État en 1923 et autour de la figure duquel s’articulait l’activité politique de l’Union patriotique.

Au printemps 1924, en dépit de la promesse faite à sa prise de pouvoir par Primo de Rivera et portant que sa dictature serait temporaire, c’est-à-dire aussi longtemps que durerait la phase dite « parenthèse constitutionnelle », il apparut bientôt que la dictature se prolongerait indéfiniment. Le voyage officiel de Primo de Rivera en Italie avait fini par le convaincre de la nécessité de faire perdurer la dictature et de la doter d’un instrument citoyen qui par le biais de manifestations, de plébiscites et d’actions de propagande, pourrait l’assister, en plus de lui fournir une caution publique constante. Il semble que ce fut début avril 1924 qu’à cette fin Primo de Rivera résolut de mettre la main sur l’UPC, afin de construire à partir d’elle le parti unique du nouveau régime. 
La reconnaissance officielle de l’UP comme parti national n’intervint pas avant avril 1924. Le gouvernement central adressa le 5 avril 1924 une circulaire aux délégués gouvernementaux et aux gouverneurs civils par laquelle il les requit d’« unir et d’organiser tous les hommes de bonne volonté afin de les préparer pour le moment où le Directoire aurait achevé d’accomplir sa mission ». Cette missive fut la première d’une série d’instructions et de consignes adressées au gouverneurs civils et destinées à piloter, par le truchement des délégués de gouvernement, le processus de fondation de sections de l’UP dans les différentes communes. Cette structure simple et hiérarchisée, typiquement militaire, comprenant les gouverneurs civils et des délégués de gouvernement pour les assister, présentait l’avantage de pouvoir aisément être mise en place dans toutes les provinces d’Espagne,,.
Dix jours plus tard, Primo de Rivera esquissait les grandes lignes de son projet : construire un « parti politique, mais qui est au fond apolitique, au sens courant du terme », qui tenterait d’« unir et d’organiser tous les Espagnols de bonne volonté » et d’« idées saines » autour des principes de la « religion, de la patrie et de la monarchie » (rappelant fortement le triptyque carliste Dieu, Patrie, Roi). En conséquence, la nouvelle organisation se dispenserait d’idéologie, serait incompatible avec la constitution de 1876, alors toujours en vigueur, et aurait pour rôle de « stimuler l’esprit de citoyenneté de sorte que les Unions [patriotiques] arrivent à former une majorité parlementaire sur laquelle le roi puisse s’appuyer et qui soit la première étape vers la normalité constitutionnelle »,.
Le 25 avril 1924, Primo de Rivera communiqua par la voie d’une circulaire à l’attention des gouverneurs civils et des délégués gouvernementaux que le nouveau grand parti « apolitique » se nommerait Unión Patriótica, et leur demandait d’inviter « les citoyens à organiser le nouveau parti, de constituer des comités locaux et provinciaux ». Le 29 avril, il leur fit parvenir des instructions « pour organiser les nouveaux bataillons citoyens » (huestes ciudadanas) en créant des comités « upétistes », dont un bon nombre furent ensuite désignés pour former les nouvelles municipalités, en conformité avec le système de normes porté par le Statut municipal nouvellement adopté.
Après que Primo de Rivera eut annoncé la conversion de l’UP en parti gouvernemental, les associations autonomes de droite de tout type (de la Fédération civico-somaténiste jusqu’aux Unions patriotiques locales) allaient immanquablement s’intégrer dans la « mère des partis », aussi Primo de Rivera décida-t-il en avril 1924 d’unifier sous l’étiquette UP le mouvement d’adhésion spontané qui s’était produit à partir de 1923. Une fois surmontée la phase de destruction institutionnelle initiale, la dictature avait en effet besoin d’un instrument politique inféodé pour entreprendre le travail de reconstruction envisagé, en ce compris le nouveau régime provincial, l’établissement d’un nouveau système de listes électorales, la réforme de la justice municipale, la pacification du Maroc, etc., L’objectif était de mettre sur pied un grand mouvement populaire porteur des principes idéologiques de la dictature et qui aurait à se configurer en vue de concourir sur un éventuel théâtre de lutte partisane. Lors de son assemblée le 14 mai 1924 à Medina del Campo, l’UPC (castillane) décida d’abandonner le qualificatif de castellana et de s’appeler désormais simplement Unión Patriótica.

### Appuis

#### Aperçu général
Les forces armées espagnoles, qui avaient fait leur virage conservateur après le désastre de 1898, s’étaient ralliées à la majorité silencieuse favorable aux milieux qui au sein de la Restauration incarnaient les positionnements les plus autoritaires. Au lendemain de la victoire du coup d’État, avec l’arrivée de l’armée au pouvoir suprême, les secteurs conservateurs les moins constitutionnalistes allaient manifester des désirs de participation politique.
La scission d’abord, et la dissolution ensuite (en décembre 1923), de l’éphémère Parti social populaire, conservateur, démocrate chrétien et corporatiste, fondé en décembre de l’année d’auparavant, allait valoir à l’UP un bon nombre de membres, enclins à borner leur action à la seule sphère sociale, prémisse à leurs yeux de la mise en place d’un système répondant aux postulats du catholicisme moderne.
D’autre part, un ensemble de personnages, étrangers pour une bonne part au maurisme antérieur, allaient assumer de grandes responsabilités dans le processus d’encadrement de l’UP et dans quelques-unes de ses incarnations les plus marquantes. Ayant pris leurs distances vis-à-vis de la démocratie parlementaire libérale, ils se trouvaient à l’aise dans une situation et dans un projet où primaient par-dessus tout le culte des essences nationales symbolisées par la religion et la royauté — toutefois sans trop se focaliser, en qui concerne cette dernière, sur la personne du monarque du moment. De plus, l’intense travail de modernisation économique et sociale de l’Espagne, qu’avait d’emblée entrepris le régime, rejoignait une partie de leurs aspirations les plus profondes, par la conciliation entre développement matériel et sauvegarde de l’héritage historique. Parmi eux figuraient notamment des professionnels issus majoritairement des sections les plus confessionnelles de l’ACNdP, pour qui le processus engagé par le coup d’État offrait un champ propice pour réaliser les objectifs du catholicisme social, but ultime de leur activité publique et motif supérieur d’adhésion au nouveau régime, avant même toute sympathie idéologique (notamment monarchiste, en particulier alphonsine).
Vers la fin de 1923, les efforts pour mobiliser politiquement les éléments dirigeants destinés à remplacer les militaires dans l’exercice du pouvoir et à constituer le « bloc d’hommes de l’ordre » se portaient plus particulièrement dorénavant sur deux organisations : La Traza, qui s’était habilement muée en Fédération civico-somaténiste (Federación Cívico-Somatenista, FCS) pour s’assurer l’acceptation du dictateur, et les propagandistas catholiques d’Ángel Herrera. À partir d’octobre 1923, l’entourage de Primo de Rivera menait des pourparlers avec différents groupes conservateurs dans le but de déterminer une base d’appui. Dès septembre, le journal d’Herrera El Debate appelait à la nécessaire mobilisation de « la grande masse » pour constituer un grand parti de droite qui collaborerait « dès maintenant » avec le Directoire et se préparerait à « remplacer par nos organisations celles devenues caduques, renversées par la Dictature »,,,.

#### Traza et Somatén
Comme socle de départ pour édifier la nouvelle organisation politique, Primo de Rivera songea dans un premier temps à La Traza, groupuscule barcelonais calqué sur les fasci mussoliniens et épaulé par le général Eduardo López Ochoa, et qui après le coup d’État avait changé sa dénomination en Partido Somatenista Español (Parti somaténiste espagnol), puis en Federación Cívico-Somatenista (Fédération civico-somaténiste, FCS).
Historiquement, le Somatén catalan avait au cours du XIXe siècle laissé provisoirement de côté son rôle de protecteur de la propriété privée pour s’engager dans la lutte contre les troupes françaises, puis contre les carlistes et contre les républicains rebelles. Au XXe siècle, la réorientation du Somatén allait s’accélérer avec la grève de la Canadenca de 1919, où malgré le caractère rural traditionnel de l’institution, ses membres patrouillèrent dans les rues de Barcelone, pour intervenir par la suite dans les conflits du travail comme briseur de grève et comme pourvoyeur d’hommes de main au service du patronat. Catholiques, catalanistes conservateurs, monarchistes et carlistes voyaient d’un bon œil la résurrection du Somatén sous les espèces d’une force de maintien de l’ordre, de la propriété et de la discipline sociale. Ses actions percutantes pendant la Semaine tragique et sa riposte énergique à l’agitation ouvrière de 1917-1920 à Barcelone avaient fait que dans d’autres régions d’Espagne où sévissait un haut degré de conflictualité sociale le Somatén eut bientôt des émules sous la forme de groupes de citoyens armés. À Madrid, où une institution traditionnelle du type du Somatén catalan n’existait pas, il fallut attendre jusqu’aux événements d’août 1917 pour assister à la création des Gardes civiques madrilènes, subdivisées par la suite en deux organisations, toutes deux fondées et entretenues par le patronat de la capitale : d’une part la Défense citoyenne, qui allait donner naissance au Somatén de Madrid, et d’autre part l’Union citoyenne. Par la décrue de la conflictualité du travail vers 1920, ces organisations perdirent de leur pertinence, et ce n’est qu’avec l’avènement de la dictature de Primo de Rivera qu’une organisation semblable ressurgit à Madrid,,, .
Le Somatén dans sa version moderne, désormais d’extension nationale, surgit en 1923 comme moyen de réaliser l’une des grandes promesses de Primo de Rivera, à savoir instaurer l’ordre et la discipline, ce qui lui avait valu dans une bonne mesure sa légitimité dans la société espagnole de l’époque. En effet, l’institutionnalisation du Somatén national au titre de milice civique garante de l’ordre public avait été l’un des premiers engagements conclus par Primo de Rivera avec les classes conservatrices et aisées qui s’étaient rangées à ses côtés. La proposition de constituer en confraternité avec l’armée une milice civique permanente fut bien accueillie tant par les associations patronales (en particulier le Fomento del Trabajo Nacional) et par les propriétaires terriens de la puissante Confédération nationale catholico-agraire (Confederación Nacional Católica-Agraria), que par les groupes mauristes, par certains secteurs de la petite bourgeoisie urbaine et par les cercles conservateurs régénérationnistes mécontents du régime de Cánovas,,. Malgré une apparence d’autonomie, le Somatén était dans la pratique entièrement subordonné à l’armée, comme en témoignent son organisation se recoupant avec la subdivision en Régions militaires sous la direction de Commandants généraux, et l’entraînement de ses membres sous la conduite de militaires.
L’analogie qui a pu être établie entre le Somatén et l’organisation fasciste a été répudiée par l’auteur Shlomo Ben-Ami, compte tenu que l’esprit du Somatén, que le régime entendait transformer en une organisation de vigilance, était très éloigné de la ferveur révolutionnaire avec laquelle les classes moyennes et inférieures italiennes rejoignaient les milices fascistes,. L’historien Javier Tusell, abondant dans le sens de l’inexistence d’un Somatén fascisant, observe que celui-ci est une organisation sous tutelle de l’autorité militaire, et par là foncièrement différent des milices mussoliniennes ; d’autre part, dans le cas espagnol, le Somatén avait été ranimé par un régime dictatorial nouvellement installé, à la différence de l’Italie, où un mouvement politique d’un type nouveau et transgresseur avait fait irruption et réussi à renverser le système politique en place,.
Une autre caractéristique du Somatén est son hétérogénéité sociale, présente d’emblée dans la formation et faisant fi de la barrière des classes, surtout après que Primo de Rivera lui-même eut déclaré que dans le Somatén « ont leur place les hommes de toutes idées politiques, et seuls les détracteurs à outrance peuvent taxer de rétrograde ou de tyrannique une institution qui a pour devise paix, justice et ordre, qui sont les trois postulats de la véritable démocratie »,.
Le directoire militaire une fois mis en place légalement, et dès que les premières mesures propres à garantir l’ordre public (état de guerre, suspension des garanties constitutionnelles, dissolution du parlement et militarisation de l’administration générale de l’État) eurent été prises par l’exécutif, le gouvernement militaire promulgua le 17 septembre 1923 le Décret royal portant création du Somatén dans toutes les provinces espagnoles. La finalité première de ladite organisation était « la préservation de la paix sociale », la défense de la propriété privée et la collaboration citoyenne avec l’autorité constituée. Sa fonction était double : l’une de nature pratique, par sa mobilisation comme milice auxiliaire des forces et corps de sécurité de l’État, et l’autre d’ordre moral, comme incitatif à la participation citoyenne aux valeurs civiques portées par le Somatén.
Ce nonobstant, à la suite de son voyage en Italie de novembre 1923 (en compagnie du roi Alphonse XIII), Primo de Rivera écarta l’option de La Traza (dont du reste les membres seront contraints de s’incorporer dans l’UP en avril 1924) comme base de son futur parti et finit par se résoudre à la deuxième option, à savoir les organisations qu’appuyait alors la droite catholique et qui allaient donner le jour à l’Unión Patriótica Castellana (Union patriotique castillane, UPC), force politique qui s’efforçait d’emboîter le pas au Parti populaire italien catholique. Aussi, en vue de la constitution du parti unique du régime, le dictateur s’empressa-t-il de mettre sous sa coupe une formation politique en gestation issue du monde catholique antilibéral et antidémocratique, non carliste, concrètement lié à l’Asociación Católica Nacional de Propagandistas que dirigeait Ángel Herrera Oria et qui avait été l’organisation à l’origine des premières « unions patriotiques » créées dans l’intention de mettre sur pied le grand parti de la droite catholique en Espagne.

#### L’ACNdP
L’exemple italien avait conduit le régime en février 1924 à se déterminer pour l’une des deux organisations en lice depuis octobre pour le monopole de collaboration avec Primo de Rivera, c’est-à-dire à opter pour le groupe des propagandistas catholiques, lequel comptait de nombreux affiliés, organes d’opinion et sous-organisations (le PSP, la Confederación Nacional Católico-Agraria, l’ACNdP, etc.), et qui obtint donc le placet dictatorial, au détriment de la Fédération civico-somaténiste (FCS), laquelle, minoritaire et restée fort localisée (implantée presque exclusivement à Barcelone), arborait un profil ostensiblement pro-fasciste, caractéristique qui agissait en sa défaveur, car malgré les sympathies éprouvées par Primo de Rivera pour le fascisme, la tradition libérale-catholique à laquelle il se rattachait le portait à se distancier des aspects radicaux de la doctrine fasciste italienne. Le catholicisme social, au contraire, disposait, de par son positionnement pragmatique, de tous les atouts souhaitables pour un dictateur avide de reconnaissance, à savoir : capacité éprouvée de propagande et de mobilisation de masse, idées s’accordant avec les principes du régime, et implantation dans une grande partie de l’Espagne,.
Au surplus, à la différence de la FCS, le catholicisme social avant lancé dès octobre 1923 une campagne active de propagande qui déboucha en décembre de la même année à la fondation de l’Unión Patriótica Castellana, faisceau d’organisations embryonnaires et de caractère spontané qui avaient jeté les bases de la future UP. Fin novembre 1923, Ángel Herrera avait hissé la bannière de l’UP castillane à Valladolid, capitale de la Castille, avec un net accent régionaliste. Ses aptitudes d’organisateur apparurent au grand jour lorsque, quelques semaines plus tard, nombre de localités des provinces de Palencia, d’Avila et de Burgos accueillirent à leur tour les promoteurs du nouveau mouvement. Primo de Rivera, au lendemain d’une tentative avortée de compromis avec Herrera, lança — selon le mot de Cuenca Toribio — une « OPA » sur le mouvement, en le plaçant sous sa tutelle à partir d’avril 1924 et en en confiant la garde au ministre de l’Intérieur, le général Martínez Anido. Au moment où, en février 1924, Primo de Rivera scellait sa coopération avec les propagandistas, l’UP castillane s’affairait à fonder des sections dans d’autres métropoles régionales, dont Séville, Palencia, Cadix, Valence, etc. Au mois de mars 1924, l’organisation était en place de manière effective à Ségovie, Logroño et Cadix, mais d’abord et surtout en Vieille-Castille, où la même année la petite paysannerie castillane profondément conservatrice avait soutenu avec enthousiasme la fondation de l’UP.

### Phase d’expansion

#### Mise en place des structures

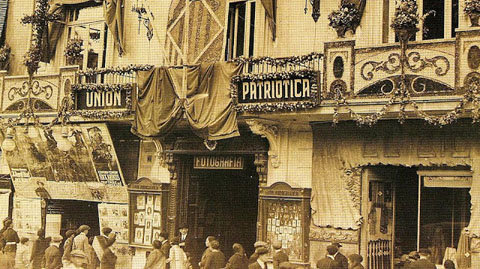
Siège local de l’UP à Valence.

En avril 1924, quand Primo de Rivera eut officialisé son parti, il en délégua la direction nationale au général Luis Hermosa. Pourtant, durant plus d’une année, le développement du parti et son organisation nationale durent être différées par suite de la campagne militaire au Maroc, et aucune structure d’un échelon supérieur au niveau provincial ne fut mis en place dans un premier temps, tandis qu’il n’y eut pas non plus de coordination nationale du parti, hormis par l’intermédiaire des gouverneurs civils,.
Au cours de l’été 1924, sous l’égide des gouverneurs civils, une vaste quête d’adhérents fut menée auprès des « hommes neutres et honorables ». Lesdits gouverneurs avaient reçu l’ordre fin août de faire en sorte que dans un délai de trois mois au plus, tous les comités locaux soient mis en place. Toutefois, avant la constitution du Directoire civil en décembre 1925, aucune structure dépassant l’échelon provincial n’avait encore été créée, en raison de quoi la coordination au niveau national allait désormais être une tâche exclusive des gouverneurs civils, qui auraient à en référer au ministère de l’Intérieur (Ministerio de la Gobernación). Il s’ensuit que l’Union patriotique (UP) devint un parti organisé, selon l’expression du ministre de la dictature José Calvo Sotelo, « à partir du pouvoir et par le pouvoir ». De fait, le développement de l’UP dans les provinces pendant sa première phase de fonctionnement, c’est-à-dire grosso modo de décembre 1925 à juillet 1926, était marqué par une soumission complète des sections locales aux directives des délégués de gouvernement, par la subséquente prolifération de comités locaux, et par sa faible portée publique.
En juillet 1924, les délégués gouvernementaux avaient reçu les premières instructions pour organiser l’UP, qui portaient que les commissions locales d’organisation auraient à être formées « à l’initiative des autorités de chaque village », qui seraient requises d’appeler à se réunir « les personnes d’honorabilité et de prestige reconnus, sans distinction d’idées et appartenant à toutes les classes sociales ». Au cours du processus de création des nouvelles structures, les délégués gouvernementaux avaient ordre d’assumer « à tout moment la vigilance et la tutelle sur les comités ». Leur mission était de s’assurer de la qualification des futurs upétistes et d’éviter que les comités soient « accaparés par tels ou par tels secteurs politiques n’ayant pas renoncé à leur ancienne affiliation et se joignant fallacieusement à l’UP ». Selon l’historien Ben-Ami, à l’été 1924, les prérequis pour entrer à l’UP étaient l’acceptation de la constitution de 1876, la disposition à soutenir le Directoire, et le serment « de bonne foi », ce qui tend à démontrer que Primo de Rivera avait abandonné les principes du régénérationnisme anti-cacique et se proposait d’incorporer le plus grand nombre possible de forces sociales,. La même missive laissait entendre qu’une fois formées les commissions locales, il était de la responsabilité des adhérents d’« exercer une propagande active pour gagner des adeptes », par le biais de « la presse locale » et de « meetings » et au moyen de « circulaires, voire de placards aux coins des rues ». Les organes locaux une fois constitués, la procédure suivante était de composer les comités judiciaires ainsi que la commission provinciale, chargée de diriger la politique de la province et d’agir à l’image du bureau central du parti.
Au printemps 1925, les bureaux des gouverneurs civils reçurent le premier communiqué leur enjoignant de constituer un « Comité central » (Junta Central) du parti. Le but était de doter l’organisation d’une structure nationale et des organes de gouvernement et d’information nécessaires à donner substance concrète à l’emprise sociale que le parti avait su acquérir. Cette initiative aussi allait être paralysée par les déplacements successifs de Primo de Rivera au Maroc, où la situation militaire réclamait sa présence.
Le 15 octobre 1925, Primo de Rivera annonça avoir terminé la phase constituante de l’UP, tandis que quelques semaines plus tard, un certain nombre de membres de l’UP occupaient des postes au sein du Directoire civil. Au début de juillet 1926 se tint enfin à Madrid l’Assemblée nationale des Unions patriotiques, lors de laquelle furent approuvés les statuts du parti et furent élus les membres des organes de celui-ci, qui depuis sa naissance en 1924 ne s’était toujours pas doté d’une structure dépassant la sphère provinciale. Primo de Rivera fut confirmé dans sa qualité de jefe nacional (chef national) et l’on procéda à la nomination d’un Conseil directeur national.
Quelques mois après, en février 1927, Primo de Rivera donna ordre aux gouverneurs civils, dont un tiers étaient membres de l’UP, de nommer des upétistes aux fonctions municipales et aux députations provinciales, pour lesquelles la part revenant aux upétistes fut fixé en octobre 1928 à quatre cinquièmes, ce qui ne laissa d’être considéré avec défiance par quelques-uns des membres les plus éminents du Directoire civil ; José Calvo Sotelo p. ex. tint à avertir Primo de Rivera que « les partis politiques, lorsqu’ils sont organisés à partir du pouvoir et par le pouvoir, naissent condamnés à l’infécondité par manque de sève », et Eduardo Aunós devait évoquer plus tard « la tonalité grisâtre, dans ses meilleures parties, et vaseuse dans les restantes, qu’eut fatalement le parti unique de l’Union patriotique », en raison de ce que s’affiliaient à l’UP une « infinité d’éléments » issus des anciens partis de l’alternance, et qui, laissés pour compte par le pouvoir, « couraient s’enrôler dans les troupes du vainqueur, car la seule chose qui les intéressait était d’être toujours sur la pente ascendante ». Primo de Rivera lui-même s’en était avisé quand il émit l’instruction de sélectionner les affiliés, afin que l’UP ne se mue pas en une « agence d’avantages et de placement », mesure qui se révéla de peu d’effet, attendu que, surtout en Andalousie, les membres des anciens partis constitutionnels, en particulier les partis conservateurs, ainsi que leurs réseaux cacicaux, passaient massivement à l’upétisme pour aller occuper les postes de direction provinciaux et locaux et les Comités consultatifs, comme ce fut le cas notamment de José de Yanguas Messía, ci-devant député conservateur pour la ville de Linares, et qui réussit ensuite à présider l’Assemblée nationale consultative.
En septembre 1928, à l’occasion du 5e anniversaire du coup d’État, le régime accueillit à Madrid les maires de la quasi-totalité des communes de la péninsule espagnole et de ses deux archipels (Canaries et Baléares). Les édiles et les conseils communaux, escortés par une masse considérable de citoyens et membres de l’UP, défilèrent devant Primo de Rivera pour témoigner de la reconnaissance du pays pour son œuvre de chef d’État. Cette mobilisation tardive et précipitée, dont l’important effort d’organisation fut en grande partie le travail de l’UP, avait été pensée comme un événement de masse destiné à marquer l’adhésion au dictateur et à attester que le régime jouissait de vigueur et du soutien populaire, à un moment où déjà des signes inquiétants de détérioration se faisaient jour. Accessoirement, cet événement met en évidence la nette différence entre la dictature espagnole et le fascisme italien, puisqu’il n’y eut pas à Madrid la moindre trace de squadrisme ou de paramilitarisme ; tout en effet, abstraction faite des uniformes des autorités militaires, y était civil et donna l’occasion à l’Espagne profonde conservatrice de faire une véritable démonstration de force, mais régulée et humaine, fort éloignée des canevas totalitaires.

#### Idéologie et sociologie des adhérents
L’UP fut dès sa fondation un amalgame d’éléments provenant de secteurs idéologiques et sociaux fort disparates, accueillant des personnes issues de la droite traditionnelle catholique (antilibérale et antidémocratique), du maurisme et d’autres groupes conservateurs, ainsi que des apolitiques de tout bord et aussi de simples opportunistes. Les novices, bien que volontaires, étaient dépourvus de l’esprit civique qui caractérisait les partisans mauristes, et leurs positionnements allaient du messianisme et du catholicisme intégriste jusqu’à l’anti-politisme, en passant par le pseudo-conservatisme ; s’y ajoutait une multitude de citoyens espagnols sans autre conviction précise, mais désireux de voir un ordre s’imposer et de juguler les abus du régime antérieur,. Selon l’historien Ben-Ami, l’UP avait pu s’établir grâce au désir des petits propriétaires agricoles de la Vieille-Castille de s’engager aux côtés du nouveau régime pour tenter d’éviter l’échec de celui-ci. Il est vrai aussi que la volonté (illusoire) de créer un simulacre de vie démocratique, en marge des procédures et normes de la dictature, parvint à insuffler une certaine vitalité à l’UP au lendemain de sa naissance et durant sa première phase.
Sociologiquement, on recense un nombre significatif de personnes de la bourgeoisie rurale et des couches moyennes urbaines, la plupart sans antécédents politiques, et une minorité avec un passé de militant dans les rangs du maurisme. Une autre filière de recrutement était le groupe des fonctionnaires et petits et moyens agriculteurs, plus particulièrement castillans et léonais. À ce substrat de base vint donc s’ajouter bientôt, une fois le régime affermi, la cohorte des opportunistes, en ce compris les usufruitiers, d’échelle intermédiaire ou basse, de l’ancien régime politique ; les zones où ce transbordement prit le plus d’ampleur étaient les terres par excellence du caciquat espagnol, à savoir le sud (la province de Cadix, etc.) et la Galice.

#### Renouvellement du personnel politique
Agissant en qualité de parti du pouvoir, et promis à se voir confier les institutions politiques du pays, l’UP ne pouvait manquer de susciter d’emblée les convoitises des représentants de la tant décriée « vieille politique » et, de là, les comportements caméléonesques de l’ancienne classe politique face à la nouvelle conjoncture. Ce sont donc les arrivistes, parmi lesquels plusieurs républicains, et les caciques et intrigants de l’époque canoviste qui, mettant à profit l’inexpérience politique des fractions issues de la droite authentique, s’emparèrent des rênes du parti dans la pratique quotidienne, en particulier dans les villages et bourgs de campagne, principal vivier de l’UP. Si dans les villes de grande taille, les comités de l’UP se sont certes constitués avec des individus réellement neufs n’ayant joué qu’un faible rôle dans la vie politique antérieure, dans les petites localités au contraire, on constate la persistance des anciennes élites locales grâce à leur capacité d’adaptation à la nouvelle situation ; à la suite de la disparition des partis dits « dynastiques », il leur fallut reconfigurer leur périmètre de pouvoir, parfois en partageant l’activité politique avec des nouveaux-arrivés, dans un exercice de substitution d’allégeances, en basculant des anciens partis vers les normes du nouveau pouvoir central. De façon générale, les autres strates sociales représentées, p. ex. les petits et moyens entrepreneurs et les commerçants de toute catégorie, ne devaient pas, même dans les grandes villes, parvenir par leur participation à faire valoir leurs points de vue. Cet état de choses eut pour effet collatéral que les groupes qui s’étaient engagés dans le projet originel de la dictature allaient progressivement abandonner l’UP.
Cette pérennité du caciquat fut le principal obstacle au renouvellement effectif des élites pendant la dictature ; si certes il y eut un changement, celui-ci fut d’une ampleur moindre que ce qu’on avait pu escompter de la « rupture » proclamée avec tant d’emphase. Alors que dans certaines zones et provinces (notamment à Tolède, Ciudad Real, Guadalajara), l’UP permit l’ascension d’élites locales, dans d’autres lieux (Pays valencien, et nombre de zones en Andalousie), ces foyers de renouveau allaient être bientôt éteints par l’action des anciens caciques ; mais dans certaines régions, force leur fut de consentir, encore qu’à chaque fois en position dominante, à un arrangement avec les nouveaux dirigeants. Au début, les personnages qui rejoignirent le parti étaient des seconds couteaux ou politiciens locaux ayant abjuré leurs anciennes organisations et fait serment d’« honorabilité », mais bientôt, les anciennes forces caciquiennes allaient délaisser leurs attaches aux organisations défuntes pour entreprendre de recomposer leur clientèle autour du nouveau parti.

#### Recrutement et effectifs
À partir d’avril 1924 et jusqu’à sa désignation comme président national du parti une couple d’années après, Primo de Rivera procéda plusieurs fois à des levées arbitraires parmi les groupes sociaux les plus variés, mais surtout dans la bureaucratie d’État et dans l’administration provinciale. De telles pressions et coercitions allaient s’amenuiser par la suite, jusqu’à disparaître dans la phase finale du régime, où on assista dans certains lieux à de véritables débandades. De grande importance, comme facteur d’attirance pour le parti, était le journal La Nación, l’organe de presse de l’UP, soutenu avec des fonds de l’administration.
Quant au nombre d’affiliés, le point culminant fut atteint en juillet 1927, avec 1 319 428 adhérents, selon les chiffres officiels, pour ensuite, à partir de cette date, décroître jusqu’à se situer vers la fin de 1929 entre 600 000 et 700 000. Une donnée plus significative et révélatrice du « tiède accueil que connut le projet mobilisateur primorivériste dans la population espagnole » est, d’après González Calleja, le modeste tirage atteint par La Nación, journal de l’UP et du régime, avec une cinquantaine de milliers d’exemplaires en 1927. Il reste qu’à certains moments, aux périodes fastes de la dictature, des personnes de toute condition, opportunistes et velléitaires pour beaucoup d’entre elles, acceptèrent de gré ou de force la discipline de l’UP, par quoi peuvent apparaître crédibles les chiffres faisant état d’effectifs d’upétistes dépassant le demi-million, exorbitant chiffre d’adhésion active que jamais un parti n’a su atteindre dans aucune conjoncture de l’histoire espagnole contemporaine, encore que les singularités de l’UP, allant à l’encontre de sa catégorisation comme organisation proprement politique, amènent à relativiser la portée de ce chiffre.

#### Dernier flamboiement

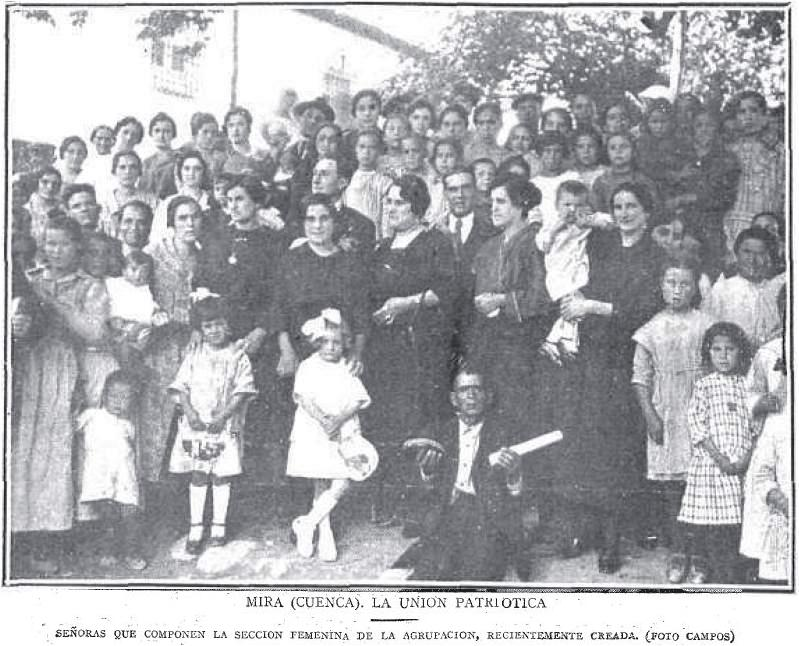
Section féminine de l’UP à Mira.

Pendant sa seconde phase (la période comprise entre décembre 1925 et début 1929), le problème marocain résolu désormais, et dans le contexte d’une situation économique ne montrant pour l’heure encore aucun signe de dégradation, le parti fit l’objet d’une tentative de redynamisation officielle, lorsque Primo de Rivera voulut renforcer les positions de l’UP comme outil en appui à l’institutionnalisation du nouveau régime politique qui était appelé à résulter de l’instauration, annoncée en décembre 1925, du Directoire civil, où l’exécutif allait se présenter comme le gouvernement UP, et où dorénavant les objectifs de la dictature et ceux du parti étaient censés se confondre. Entre début 1926 et fin 1927, Primo de Rivera engagea donc une campagne pour renforcer l’UP. Le Comité exécutif national s’employa à réorganiser le mouvement en encourageant la création d’Unions patriotiques dans les provinces et municipalités où le parti n’avait pas encore pris pied ou n’était pas encore organisé, en plus de susciter la fondation de sections féminines et de jeunesse,. Mais l’UP allait par la suite et de plus en plus faire figure de simple organe de propagande, politiquement inefficace, ancré dans les organismes officiels et limité à se plier docilement aux ordres et désirs du gouvernement,.
L’année suivante, dans les jours suivant immédiatement le rassemblement de septembre 1928, Primo de Rivera aspira à capitaliser l’aval qu’avait reçu sa politique de la part d’amples couches de la population. La conjoncture était alors en effet propice à une tentative de donner corps au projet que le versatile dictateur avait caressé depuis le début de la dictature et qui consistait à asseoir la normalisation institutionnelle du régime sur les deux forces politiques qu’étaient le socialisme collaborationniste (représenté par Largo Caballero) et le parti gouvernemental, appelés à incarner respectivement la gauche et la droite du système. Une fois encore, ce fut à l’UP qu’incomba la majeure partie de la mise en œuvre de cette initiative, qui bénéficia aussi des conseils de quelques personnalités du canovisme les plus proches du régime, tels que Juan de la Cierva, mais n’eut pas la vigueur nécessaire à sa mise en chantier effective, par quoi l’entreprise resta sans résultats tangibles.

### Déclin et dislocation finale
José Calvo Sotelo, en désaccord avec la formation d’un parti « depuis le pouvoir », rompit son alliance avec la dictature, alliance qu’il avait conclue dans un esprit apolitique :

« L’Union patriotique fut l’une des faiblesses de Primo de Rivera. Sa genèse remonte à noël 1924. Il se trouvait alors à Tarragone, d’où il remit à Martínez Anido une minute de télégramme à l’intention des gouverneurs leur donnant des instructions pour l’organisation des nouveaux bataillons citoyens. Martínez Anido et moi voyions l’initiative avec une profonde méfiance. Et nous en fîmes part dans une lettre très copieuse. Notre point de vue se résumait en ces paroles : « Les partis politiques, quand ils sont organisés de l’intérieur du Pouvoir et par le Pouvoir, naissent condamnés à l’infécondité par manque de sève ». Le président était homme prêt à rectifier et il rectifia souvent, y compris sur des problèmes essentiels. Mais en cette question, non. Nos observations ne le dissuadèrent pas de son plan [...] Jamais le Général n’a considéré l’Union patriotique comme un parti politique. Voilà qui exalte son idée, rendant celle-ci indemne de toute petitesse. Mais, tout bonnement, de ne pas être un parti politique la condamnait à un avenir stérile. Parce que, guidé par un éclectisme ambigu, elle accomplit son recrutement parmi des gens d’idéologies les plus variées, même si les gens de droite prédominaient ». »

À l’échelon provincial, une fois retombé l’élan suscité par le plébiscite de septembre 1927, le parti disparut à nouveau de la scène publique. Sa condition de parti de pouvoir subordonné à une politique dictatoriale brouillonne étranglait l’autonomie d’action de ses bases et reléguait les organes locaux, pourtant missionnés d’aiguillonner le parti et de mobiliser les citoyens, au rang de simples exécutants de la politique gouvernementale.
À partir de 1928, on assiste à une recrudescence des actes d’opposition au régime, sous la forme de manifestations et de grèves, chez les étudiants, les professeurs et les ouvriers, et chez certaines fractions de la bourgeoisie et des professions libérales, mécontentes de la politique fiscale, du manque de libertés et de l’interventionnisme d’État de la dictature. De plus, des factions importantes de l’armée et des milieux conservateurs catholiques proclamaient leur opposition au dictateur. L’attrition des affiliations à l’UP après 1929 marque le divorce entre le régime et les milieux conservateurs, tels que les catholiques réformistes, qu’avaient effarouchés la primauté de l’État sur l’Église, les pourparlers engagés avec le syndicat UGT dans les comités paritaires des entreprises, et le projet de nouvelle constitution mise en chantier par le régime,.
À la suite du coup d’État avorté de José Sánchez Guerra de janvier 1929, la dictature s’engagea dans une défense à outrance du régime, durcissant la répression intérieure et transformant ses organisations (l’UP et le Somatén) en organes de police et de surveillance. En vertu des décrets royaux des 3 et 4 février 1929, les Unions patriotiques mirent en place des centres de recherche et de renseignement citoyen, où l’on pouvait collaborer avec les autorités au maintien de l’ordre public,. L’UP passa ainsi, selon les termes de González Calleja, d’« un appui passif à une implication active et intense dans la préservation du régime par le biais de tâches parapolicières et d’ordre public, qui la rapprochait du rôle du fascisme dans le pouvoir ». Bien que cette dérive quasi-totalitaire ne devait pas arriver à son terme, attendu que Primo de Rivera démissionna moins d’un an plus tard, elle eut pour effet de radicaliser les positions de l’UP, qui pendant la première moitié de l’année s’acharna à inverser la crise du régime.
Fin 1929, la faiblesse de la dictature incita à envisager une réorganisation du parti, cette fois en instaurant des directoires locaux et provinciaux propres à simplifier sa structure et à lui conférer une plus grande agilité. Cependant, cette restructuration ne put être menée à bien, et le 28 janvier 1930, après avoir perdu la faveur de l’armée et du monarque, Primo de Rivera annonça sa démission. Seul un petit groupe de ses collaborateurs les plus radicalisés tentèrent de maintenir vivant l’héritage de la dictature en fondant une organisation pouvant faire figure de successeur de l’UP, l’Union monarchique nationale (Unión Monárquica Nacional, UMN).
Après que le roi eut accepté sa démission le 28 janvier 1930, Primo de Rivera annonça avant de quitter l’Espagne que « les anciens ministres de la Dictature publieront un manifeste, adressé au pays, que je tiens pour très efficace. Je crois que si ces anciens ministres se présentent aux élections, ils arracheront plus de voix que n’importe quelle autre organisation politique ». Le 10 février 1930, le journal La Nación, qui avait servi d’organe officieux de la dictature, publia une note de Primo de Rivera où celui-ci donnait toute licence aux affiliés de l’UP de rejoindre d’autres organisations « pour autant que celles-ci ne soient pas opposées au crédo, aux finalités et aux normes de conduite de celle-là » et où il assignait à l’UP la mission de préparer les gens à agir en politique « d’une manière abstraite, toujours dans les limites de notre devise : Patrie, Religion et Monarchie ». La note concluait en énonçant que « c’est donc le moment d’affirmer notre foi dans les principes originaires : robuste et saine formation de la citoyenneté dans l’amour exalté pour l’Espagne, dans la fervente dévotion à Dieu et à son Église, et dans l’adhésion à la forme monarchique de gouvernement, comme fille de la tradition et du droit nationaux ».
La personne désignée par Primo de Rivera pour diriger la nouvelle organisation mise en avant par les anciens ministres de la dictature était Rafael Benjumea y Burín, comte de Guadalhorce. L’objectif principal serait de défendre l’œuvre réalisée par la dictature, ainsi que l’exposa José Calvo Sotelo le 8 février, après s’être réuni, en compagnie de José de Yanguas Messía et d’Eduardo Callejo de la Cuesta, avec le roi Alphonse XIII : « Il existe une œuvre accomplie par la Dictature qu’il y a lieu de défendre et de soutenir [...] comme le problème du Maroc, les statuts provincial et municipal, la consolidation du budget, le maintien du principe d’autorité et l’essor donné aux travaux publics ».
Ce nonobstant, la réaction générale des « bataillons » de l’UP fut, au lendemain de la démission de leur chef national, la fuite et la débandade. Parallèlement aux manifestations contre la dictature et aux attaques contre les sièges du parti, de nombreux affiliés se rendaient au bureau de l’UP pour requérir d’être rayés de ses registres. Les personnes qui avaient, sous le patronage du régime, monopolisé la politique locale se mirent en quête de nouvelles structures leur permettant de sauvegarder les parts de pouvoir acquises durant le septennat primorivériste. Pour plusieurs de ces caciques, la solution sera de rejoindre les partis traditionnels (« dynastiques ») restaurés ou tel groupement républicain prometteur. De ces prompts changements d’étiquette il ressort que l’UP n’avait pas été en mesure de surmonter les vieux schémas partidaires et que, dépourvue d’un corps militant engagé, elle était doctrinalement inviable comme relève à la dictature. Il apparut impossible de maintenir ensemble les diverses sensibilités, par quoi le parti se disloqua en affrontements internes, aux dépens de la gestion des administrations, ce qui contribua à discréditer l’organisation. Cette circonstance atteignit son expression maximale à la fin du régime, quand la crise du pouvoir central fit affleurer les tensions entre les différentes fractions de l’UP.
Aussi, l’UP subit une rapide désagrégation et le 7 mars 1930, le Conseil directeur national donna la permission aux affiliés de s’incorporer dans d’autres partis, sous réserve que leur idéologie ne soit pas incompatible avec l’upétisme. Un mois plus tard, une Assemblée nationale se réunit à Madrid, lors de laquelle une majorité de délégués demandèrent la dissolution du parti, beaucoup d’entre eux allant rejoindre l’Union monarchique nationale, nouvellement fondée à l’initiative d’anciens membres du Directoire civil et héritière de la structure de l’UP, pendant que d’autres dirigeants et militants de base allaient s’enrôler dans la CEDA, où un accueil inégal leur fut réservé, ou encore trouver refuge dans des secteurs de droite plus élitistes. D’autre part, il était vain d’espérer que l’UP puisse sous la dictablanda et sous la République se changer en un parti démocratique. Privée désormais d’aide et de protection officielles, après la tentative désabusée de se reconstituer sous la dénomination d’Union monarchique nationale, l’UP finit donc par s’éclipser.

## Organisation et fonctionnement

### Structures de direction et d’encadrement

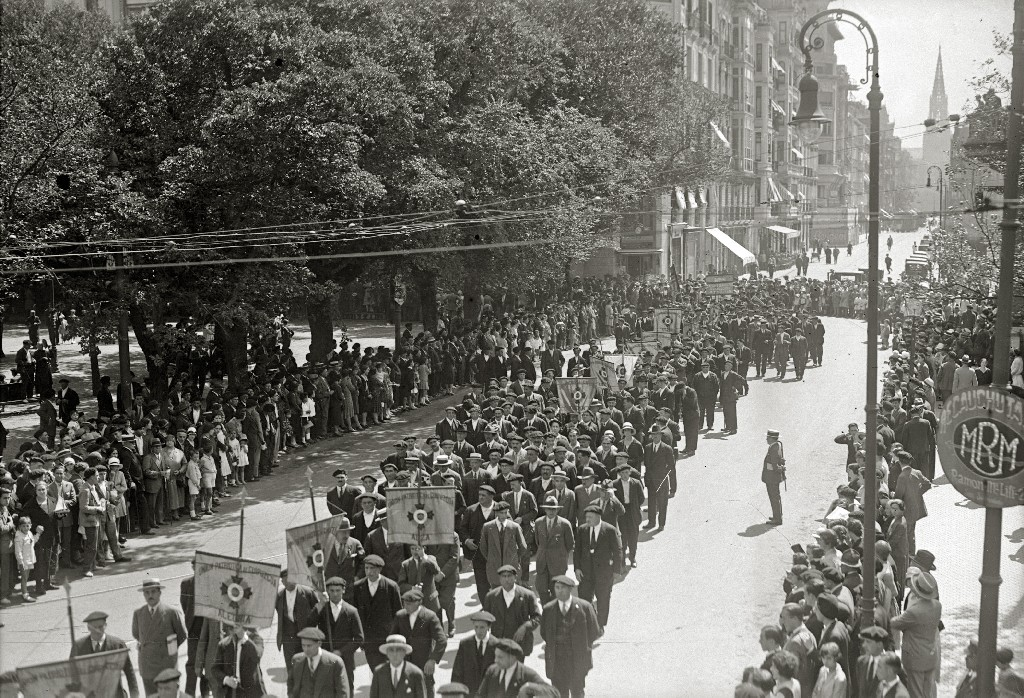
Recepción a Miguel Primo de Rivera en San Sebastián con banderas de la Unión Patriótica de Guipúzcoa

Le socle de base de l’Union patriotique était fondamentalement local et provincial, et son Comité directeur national, établi en 1926, n’eut jamais de fonctions bien précises. Ce n’est en effet qu’au début de juillet 1926, lors de l’Assemblée nationale des Unions patriotiques réunie à Madrid, que l’UP put enfin se doter d’une structure nationale, en adoptant définitivement sa grille statutaire, rigidement hiérarchisée et strictement pyramidale, qui s’appuyait sur trois instances de décision : le Chef national, le Grand Conseil directeur national (Gran Junta Directiva Nacional), et le Comité exécutif central (Comité Ejecutivo Central), le premier nommé apparaissant comme le véritable organe exécutif. Primo de Rivera y fut consacré chef national et l’on procéda à la désignation du Conseil directeur national — « contrefaçon du Grand Conseil du fascisme » selon González Calleja —, qui se composait d’un vice-président, d’un secrétaire général, et de huit membres adjoints investis de fonctions consultatives (dont quatre élus par le Comité directeur national et quatre choisis par le Chef national), des 50 chefs provinciaux de l’UP, et de 21 personnes désignées directement par Primo de Rivera. Cependant, après son assemblée fondatrice, cet organisme ne se réunit plus qu’une seule fois par la suite, en octobre 1927,,.
Aux échelons provincial et local furent institués cinquante Assemblées et autant de Comités directeurs provinciaux (Juntas Directivas Provinciales), où la même structure se répétait, avec un chef provincial ou local, secondé par un Comité consultatif (Junta Asesora) composé de huit personnes, dont les membres étaient pour moitié choisis par le chef lui-même. L’activité du parti au niveau provincial et local était soumise à un étroit contrôle de Madrid, notamment par le truchement des gouverneurs civils, vu que c’étaient eux qui décidaient de la nomination du chef provincial et des chefs locaux, qu’ils tentèrent à plusieurs reprises d’avoir la haute main sur le parti, et qu’ils interféraient dans l’attribution des postes au sein même de l’UP, encore qu’à partir d’octobre 1925 il leur ait été enjoint officiellement de s’abstenir de toute intervention,,,, et lors même que les statuts stipulaient que les autorités gouvernementales, jusque-là acteurs centraux dans le pilotage des Unions patriotiques, étaient dépouillées de leur droit d’intervenir dans les associations locales et provinciales du parti, supposées ne relever dorénavant que de leurs supérieurs immédiats.
Le dernier niveau, l’échelon municipal, pivotait autour de deux organismes : le chef local et le comité consultatif du chef local. Dans les derniers échelons prévalait la même atmosphère autoritaire que dans les échelons nationaux, avec une influence décisive des titulaires des organes exécutifs.
La prise en mains des institutions politiques par le parti gouvernemental fut confirmée par diverses instructions communiquées entre 1926 et 1928 spécifiant que « les corps de l’État doivent se composer quasi totalement d’affiliés des Unions patriotiques ». Pour José Calvo Sotelo, la décision conduisant à ce que le parti monopolise les institutions et accapare l’attribution des postes à pourvoir était une grossière erreur, car cet exclusivisme eut pour effet que plusieurs personnes neutres et aptes à une collaboration vigilante se tenaient à l’écart des corps de l’État, laissant ceux-ci aux seuls militants du parti, au préjudice du régime, qui se privait ainsi de l’apport d’un précieux contingent de collaborateurs honnêtes et désintéressés.
L’UP n’eut jamais l’envergure d’un organisme politique moderne, comme l’aura plus tard la CEDA, pour certains dirigeants de laquelle l’UP aura justement la valeur d’exemple à ne pas suivre quand il s’agira de mettre au point une machine politique souple et bien huilée. Sans instances de direction efficaces, les uns et les autres se disputant les rôles dirigeants, sans débats internes, l’UP mena, malgré la vive attention que lui portait Primo de Rivera, une existence indolente, oscillant entre impulsions passagères venant du gouvernement et de longues périodes d’inertie et de désorientation, sous le signe d’un état provisoire durable, dans l’attente d’une pérennisation politique et idéologique qui ne devait jamais advenir. Nonobstant une armature similaire à celle de tout autre parti, l’UP ne présentait jamais les traits incontestables d’une force politique démocratique, dont notamment la capacité d’intégration et la liberté d’esprit. Néanmoins, rien n’autorise à voir l’UP comme un syndicat d’intérêts se vouant, à l’abri de sa devise « Patria, Religión y Monarquía », à répartir entre ses membres les ressources du pays.
À la décharge du dictateur, il convient de souligner que la mise en marche du parti eut lieu avec une rapidité inusitée : c’est un mois seulement après que Primo de Rivera se fut arrogé la direction de l’UP que le parti fut porté sur les fonts baptismaux le 29 mai 1924 à Medina del Campo devant une assistance nombreuse, même si l’élaboration de son organigramme de fonctionnement devait prendre encore un certain temps.
Enfin, une couverture de presse et une politique de diffusion à l’internationale et dans la jeunesse (sous les espèces des JUP) venaient compléter la structure organisationnelle du parti.

### Section de jeunesse (JUP)
À l’instar de l’UP elle-même, les sections de jeunesse du parti (Juventud Patriótica, JUP) furent créées sur instigation d’en haut, et leur pratique politique dans les provinces était totalement assujettie aux hauts dignitaires de l’organisation principale ; les valeurs transmises par les JUP étaient celles mêmes de cette organisation principale, à savoir : le militarisme, le nationalisme espagnol autoritaire et exclusif, et la religion catholique comme essence de l’Espagne.
Si cette structure d’enrôlement de la jeunesse procède assurément, sous l’angle formel, d’un mimétisme — ou du moins d’un parallélisme avec — les ONB de l’Italie fasciste, l’analogie ne va pas au-delà de l’apparence extérieure. En effet, de même qu’en ce qui concerne l’UP elle-même, où la réalité était loin de coïncider avec l’idée formulée à son sujet par Pemán et selon laquelle il était nécessaire pour amener les masses à la politique de suivre l’exemple de Mussolini,, les organisations de jeunesse n’étaient pas davantage près de réaliser cet objectif et, à en croire la presse de l’époque, leur rôle était simplement celui d’escorteurs des personnalités politiques de premier rang du parti. Julián Cortés Cavanillas (alias Carlos Wilf), l’un des théoriciens du régime, écrivit au sujet des JUP :

« Le jeune d’aujourd’hui doit se rendre compte de ce que le régime actuel a fait et fait encore pour le bien de l’Espagne ; il doit se renseigner sur ce qui a été réalisé au cours de ces cinq années par la Dictature, laquelle n’a pas un seul instant détourné les yeux des jours futurs, où il reviendra à la jeunesse d’aujourd'hui de recueillir les bénéfices d’un effort aussi patriotique et austère. »

Initialement, les JUP durent faire face à la suspicion des politiciens chevronnés de l’UP, qui discernaient dans les sections de jeunesse, à cause de l’inexpérience de leurs membres, un danger potentiel pour l’organisation. Les premières villes à mettre sur pied des JUP étaient Madrid, Barcelone et Séville, où l’on s’évertua, mais en vain, d’attirer les dirigeants des principales associations scolaires et estudiantines. Primo de Rivera ne songeait pas à accorder d’autonomie aux JUP, ainsi qu’il ressort d’un sien discours prononcé en décembre 1925, où il avertissait que les JUP ne pouvaient :

« [...] d’aucune manière se considérer comme des organismes intégrants déliés des Unions patriotiques. Ils pourront être des pépinières [...] aptes à transmettre à ces secteurs notre enthousiasme et notre idéologie, et [à introduire chez eux] l’affirmation que d’être jeune n’implique pas d’être révolutionnaire au sens de rébellion ou de méconnaissance de la Puissance publique. Car l’organisation de ces jeunesses patriotiques, dont nous escomptons tant et qui doivent avoir toutes nos sympathies par leur enthousiasme et leur jeunesse, en deviendrait organiquement dramatique et irréalisable en pratique. Elles doivent commencer à donner l’exemple de discipline et de jeunesse. Elles doivent commencer à donner l’exemple de discipline et de subordination aux organes de direction de l’UP. »

Dans chaque commune ou dans chaque quartier des villes se reproduisait le même schéma d’organisation, avec constitution d’un comité d’organisation et nomination d’un chef et d’un sous-chef. Les conditions d’affiliation imposaient d’avoir plus de 18 ans et moins de 35 ans. Les missions des sections de jeunesse s’énonçaient comme suit :

« [...] mener une propagande active et vigoureuse, sans causer de perturbations ni d’inconvenances, afin que les saines doctrines et ses exhortations citoyennes parviennent aux secteurs d’opinion qui ne sont toujours pas organisés. Donner l’exemple de discipline et de subordination aux organismes de l’Union patriotique, en suivant toujours leurs règles et inspirations. »

De surcroît, ces mêmes statuts, mettant au jour la censure interne, imposaient que lors des réunions des JUP « ne seront traités que les sujets figurant à l’ordre du jour et ceux que la Présidence aura soumis à délibération, soit à sa propre initiative, soit à la requête d’une moitié plus un des adhérents »,.
Le travail de recrutement et de propagande des JUP suivait le même modèle qu’à l’UP, c’est-à-dire chercher à attirer le plus grand nombre possible de personnes, sans égard à la classe sociale,.
La propagande était elle aussi assujettie à celle de la section adulte. Les conférences des JUP étaient centrées sur l’œuvre civilisatrice de l’Espagne, sur la formation et l’expansion de la nation espagnole, sur la régénération du pays, sur le fascisme italien, dont il était fait l’apologie, et sur la menace du communisme en Europe, et faisaient l’éloge des accomplissements du régime, tels que le Statut municipal ou l’Assemblée nationale — car c’est au moyen de ces nouvelles institutions que les maux de l’Espagne auraient à être combattus  —, tout en diabolisant les opposants à la dictature et ses détracteurs idéologiques. L’action des jeunes affiliés ne devait jamais aller au-delà de la simple propagande, laquelle au demeurant restait fort éloignée de la rhétorique violente du fascisme italien. Ce n’est qu’à la suite des insurrections de Valence et de Ciudad Real en janvier 1929 qu’un rôle plus important allait être dévolu à l’UP et ses jeunes affiliés,.
Face aux JUP, la Fédération universitaire scolaire, fondée fin 1926, jouissait d’un attrait grandissant auprès de la jeunesse espagnole, au détriment du parti officiel, tandis que les JUP se révélaient totalement inefficaces à contrecarrer les mobilisations contre le régime dictatorial. La nature rigoureusement hiérarchique de la dictature de Primo de Rivera, où âge et expérience constituaient des prérequis incontournables, était un obstacle à ce que les jeunes puissent s’engager en faveur du régime.

### Organes de presse
Au commencement de la décennie 1930, l’Union patriotique détenait un important éventail de périodiques, quand même bon nombre de ceux-ci étaient à périodicité hebdomadaire, et que peu avaient une parution quotidienne. Les principaux périodiques étaient La Nación de Madrid, La Razón de Barcelone, Diario Regional de Linares, La Voz de Cordoue, et Teruel de la ville homonyme, pour un total de 70 publications locales et régionales.
Avec La Nación, organe officieux du parti, l’UP disposait de son propre porte-voix journalistique. Atteignant un tirage de 50 000 exemplaires en 1927, il était de loin l’organe de presse le plus populaire du parti. D’autre part, à partir d’octobre 1926 et jusqu’à la fin de la dictature, les militants du parti pouvaient se tenir au fait des détails de son parcours dans les colonnes du Boletín de la Unión Patriótica, qui devint le véritable organe interne de l’UP, et dont, malgré les fonds qui ne lui faisaient jamais défaut, le tirage ne dépassa jamais vers la même date les quinze mille exemplaires, chiffre significatif du peu d’intérêt montré par les militants de l’UP pour les nouvelles et pour l’actualité de leur propre formation politique, surtout par rapport au nombre d’affiliés qui se chiffrait à 1 319 428 en juillet 1927,.

## Rôle politique

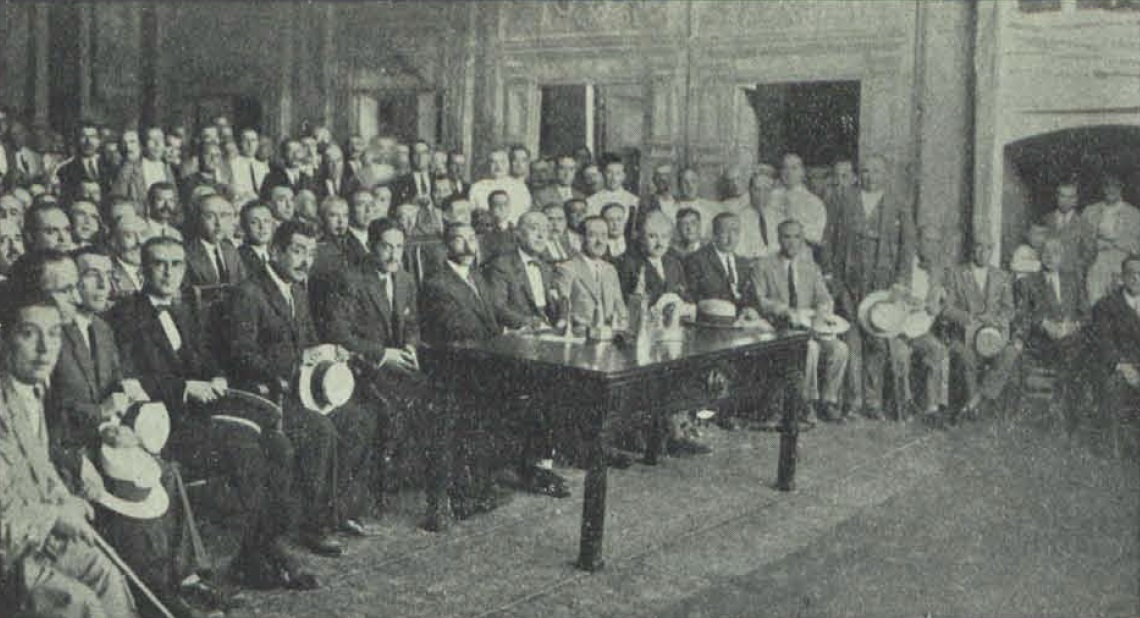
Réunion publique de l’UP à Carthagène, à l’occasion du 5e anniversaire du régime primorivériste (1928).

Chargé de défendre le régime dictatorial, l’UP pratiquait le culte de la personnalité et œuvrait, selon J. L. Rodríguez Jiménez, comme « un parti gouvernemental organisé à partir du pouvoir » qui « s’efforçait de mobiliser les secteurs les plus traditionnels de la petite bourgeoisie et le paysannat. À cette fin, il faisait un ample usage de la propagande et montait de constantes manifestations de loyauté et de soutien au régime et, plus particulièrement, à Primo de Rivera lui-même ».
En avril 1924, dans le cadre de sa politique de lutte contre le caciquat, Primo de Rivera donna le coup d’envoi de sa rénovation administrative de l’État avec l’adoption du Statut municipal et avec de timides avancées en direction d’un gouvernement civil. Conscient du soutien populaire que lui valait pour le moment sa « politique des faits », Primo de Rivera voulut assurer sa mainmise sur l’État par la création d’un parti unique officiel. L’UP, réputé le premier parti unique de l’histoire moderne de l’Espagne, avait pour tâche de constituer et d’organiser une base sociale d’appui au régime et de faire surgir une nouvelle classe dirigeante appelée à prendre en main les institutions politiques. Par conséquent, dans ses débuts, la jeune dictature appuyait son pouvoir sur trois grands piliers : l’armée, l’UP, et les municipalités réformées, chargées d’attribuer les postes de décision à des citoyens acquis à la cause de Primo de Rivera,. En vérité, l’efficacité de l’UP dans sa mission d’« extirpation du caciquisme » fut réduite, pour la raison que le parti incorpora dans ses rangs un grand nombre d’anciens caciques et permit la création de nouveaux caciquats, comme ce fut le cas dans la province de Cadix, lieu d’origine de Primo de Rivera, où la quasi-totalité des caciques traditionnels avaient rejoint l’UP.
L’historiographie a eu tendance à voir dans l’apparition de l’UP le point d’inflexion vers une démilitarisation de la dictature. Si cette vision des choses est globalement valide, il apparaît néanmoins que dans les années 1924-25, la dictature n’était d’aucune manière empressée à gommer sa teinte militaire, ni davantage après que la pacification du protectorat maroquin eut été un fait acquis ; en effet, en dépit de la conversion du régime en un « directoire civil », Primo de Rivera ne cessait de considérer la caste militaire comme source exclusive de son pouvoir. Ce qui donc inspira Primo de Rivera à donner le jour à l’UP ne fut pas la volonté de légitimer civilement son régime, vu que cela n’a jamais été sa préoccupation, et que de toute façon, il estimait que ses conquêtes économiques et sociales, qui avaient transformé un pays agraire et rural en un pays industriel et urbanisé, et le fait qu’il ait résolu dans un sens favorable à l’Espagne un contentieux colonial, suffisaient amplement à ses yeux à justifier son régime,. En réalité, et bien que le parti ait été présenté par le pouvoir comme le garant de la future « démilitarisation » des fonctions gouvernementales, l’UP avait pour principale raison d’être de combler avec du personnel inféodé au régime les vides qui avaient été laissés dans les administrations locales et provinciales et dans les institutions gouvernementales par la suspension de la constitution de 1876 et par la fermeture « provisoire » du parlement à la suite du coup d’État,. D’autre part, dans cette phase de transition, le parti gouvernemental avait été conçu comme un instrument apte à légitimer les organes de la dictature et comme vivier politique et idéologique où puiser les titulaires des futures charges publiques.
Un aspect marquant de l’UP est son caractère de parti constitué depuis le sommet du pouvoir, et doté par celui-ci de la capacité d’action nécessaire à l’accomplissement de son travail de propagande et de prosélytisme au service du nouveau régime,. L’UP se trouvait dès lors relégué au rang de simple outil de propagande du régime, toujours assidu à se plier aux ordres de son chef national, témoin la manifestation de masse réunie en sa faveur à Madrid le 13 septembre 1928. En outre, en février 1929, Primo de Rivera, entraîné dans une défense à outrance de son régime, la transforma aussi en une organisation parapolicière, après l’avoir investie de fonctions d’enquête et de renseignement en collaboration avec le Somatén, ces deux structures composant alors une façon de « ligue patriotique ». Après qu’eut été rejeté le projet de constitution soumis au suffrage populaire en juillet 1929, l’UP lança en défense dudit projet à travers toute l’Espagne une campagne attaquant notamment la constitution de 1876 et dont le principal temps fort fut le grand rassemblement au cinéma Monumental de Madrid à la mi-septembre de la même année.
Primo de Rivera lui-même resta peu clair quant aux objectifs et au destin futur de l’UP ; à certaines occasions, il déclarait que différents partis surgiraient de l’UP dans le futur, à d’autres moments, il affirmait qu’elle était le premier parti du nouveau régime instauré par lui. En ce qui concerne le programme, s’il proclamait qu’il s’agissait d’« un parti monarchiste centralisé, démocratique d’une façon tempérée et sereine », il créa ensuite une devise — « Patrie, Religion et Monarchie » — qui, tout en présentant une ressemblance suspecte à celle des carlistes, tendait à réduire l’importance des principes monarchistes en les mentionnant en troisième lieu seulement. De même, le projet de l’UP restait confus en ce qui touche à ses liens avec le gouvernement.
La convocation en septembre 1927 de l’Assemblée nationale consultative et la rédaction du projet de constitution de 1929 impliquaient la rupture définitive de la dictature avec le système parlementaire, suspendu à titre « provisoire » quatre ans auparavant. Par là, l’UP désavouait les idéaux sous-tendant la constitution de 1876 et avait opté pour l’implantation d’un système corporatiste, confirmant du même coup son antipolitisme, son antiparlementarisme, son antirégionalisme et son centralisme. L’Assemblée nationale, qui répondait à la tentative de Primo de Rivera de résoudre la quadrature du cercle consistant à parlementariser un gouvernement personnel construit à partir de prémisses antidémocratiques, ne pouvait déboucher que sur un échec. Pourtant, ce naufrage ne se répercuta qu’assez peu sur la vie de l’UP ; paradoxalement même, le parti gagna en importance aux yeux du dictateur et de ses plus proches collaborateurs, le bras politique qu’était l’UP étant devenu pour eux le dépositaire de la meilleure garantie de survie du régime.

## Idéologie

### Caractérisation générale
L’UP avait été conçu par Primo de Rivera comme une organisation différente, se démarquant des anciens partis dynastiques qu’une grande majorité d’Espagnols avaient pris en grippe. Son essence, telle que la définissait Primo de Rivera, était d’être un mouvement civique plutôt qu’un parti politique. Ainsi, l’un des points les plus saillants de la charte de l’UP était le refus explicite de tout caractère de parti : « L’Union patriotique est-elle un parti politique ? Ce n’est pas un parti politique. C’est une organisation citoyenne visant à développer un programme et à attirer des personnes pour l’incarner et le défendre, et se présentant aux élections politiques qui viendront à être convoquées, en veillant à l’accomplissement des devoirs cités ci-haut » [Lesdits devoirs sont : Devoirs religieux, ceux que le catéchisme détermine. Devoirs sociaux, les préceptes du droit naturel. Devoirs politiques, la défense de la monarchie. Devoirs patriotiques, reconnaissance et diffusion des gloires et de la valeur historique de l’Espagne].
Ailleurs, Primo de Rivera définit l’UP comme « un parti central, monarchiste, démocratique de façon tempérée et sereine ». L’un de ses principaux idéologues, l’écrivain José María Pemán, auteur en 1929 de l’essai El hecho y la idea de la Unión Patriótica (littér. le Fait et l’Idée de l’Union patriotique), eut soin de le distinguer du fascisme, affirmait que l’État qui se reconnaissait dans l’UP était « l’État social-chrétien traditionnel », et déclarait renier le suffrage universel, qu’il estimait être « une grande erreur ». Les tenants de l’UP, en plus d’être animés par un esprit clairement opposé à la politique partidiste, jugeaient l’action parlementaire profondément délétère, ainsi que le laissait clairement entendre l’autre idéologue attitré du parti, José Pemartín,.
Aussi, dans sa volonté de découpler l’UP des formations politiques antérieures, le régime veillait-il à ne pas se référer à l’UP sous le qualificatif de parti, ceci à la requête de Pemán, pour qui l’UP n’était pas un parti et par voie de conséquence ne penchait ni à droite ni à gauche,. La dénomination de « Union » devait symboliser l’unité de la patrie, en opposition aux caciques traditionnels et aux politiciens qui avaient conduit l’Espagne au désastre de 1898 et à la situation pénible où elle s’était enlisée. Primo de Rivera misait sur l’idée que la Patrie unissait là où la politique divisait,.
Une historienne a caractérisé l’UP comme un mouvement diffus et ouvert à tous les courants, sans guère d’autre point fédérateur que le régénérationnisme. D’autres auteurs ont catalogué la dictature de Primo de Rivera comme une tentative d’intégrer l’éthique capitaliste dans le catholicisme, ce qui avait déjà été dans les années 1920 objet de réflexion de Ramiro de Maeztu ; le modèle idéal aurait été, pour Primo de Rivera, l’autoritarisme comme voie catholique vers la modernisation,.
Avec l’instauration du Directoire civil en décembre 1925, il était devenu patent que l’UP avait rompu avec les principes du libéralisme et qu’il se rattachait, selon Eduardo González Calleja, « aux courants les plus significatifs de la droite radicale européenne » et faisait siens « les lieux-communs les plus chers au conservatisme traditionaliste espagnol : identification de la nation à la monarchie et au catholicisme, idée organiciste et inégalitaire du fait national, et critique de l’alliance entre la Monarchie et le libéralisme concertée sous la Restauration [bourbonienne] », de même que « les principes classiques de la pensée bureaucratique de l’armée : militarisme fondé sur un nationalisme traditionnel de base [...] ; antiparlementarisme et antipolitisme ; défense des valeurs inhérentes à la profession militaire (ordre, discipline, hiérarchie et autorité) ; autoritarisme [...] ; anticommunisme primaire, centralisme, soutien à la famille comme cellule principale de la nation et défense de la propriété privée comme institution de droit naturel ».
Néanmoins, comme le fait observer encore González Calleja, « l’UP n’élabora jamais un corps de doctrine cohérent [...] encore qu’elle ait esquissé un conservatisme de base, avec des teintes corporatistes, antiparlementaires et autoritaires » et se profilait comme une organisation « apolitique » et « anti-partite », comme un « parti-matrice » de futurs partis ayant à cœur de régénérer l’Espagne, ou comme une « mère de partis », ainsi que Primo de Rivera caractérisa l’UP en février 1925.
Avec le passage du temps, le concept et l’assise doctrinale de l’UP allait, dans l’esprit et dans les écrits de Primo de Rivera, se préciser et s’ordonner plus avant. L’entreprise de théorisation et de clarification idéologique, qui s’imposa en fait davantage par les circonstances que par la volonté du dictateur, arriva trop tard pour que l’UP parvienne à un niveau de développement politique suffisant lui permettant d’assumer l’important rôle qui lui incombait. Le revers subi avec l’Assemblée nationale consultative avait eu pour effet que Primo de Rivera allait désormais centrer une grande partie de son énergie à renforcer l’UP.
Le fait que l’UP a été créé « à partir d’en haut » ne contredit pas, signale Gómez-Navarro, l’existence concomitante d’autres partis ; certaines autres formations, situées en dehors du cadre de la dictature, s’étaient en effet maintenues, parmi lesquelles se détache en particulier le PSOE, qui opérait sur un plan socio-économique, et non plus politique,.

### Idéologues attitrés et précurseurs

#### Ángel Herrera
Celui qui passe pour être le véritable fondateur de l’UP — ou, selon ses termes, des « Unions patriotiques » —, est cependant Ángel Herrera, directeur du quotidien El Debate et chef de file de l’association catholique laïque ACNdP. Le projet et les désidérata fluctuants de Primo de Rivera, qui souhaitait disposer, par le biais de l’UP, de la masse manœuvrable indispensable pour réussir un jour le remplacement de la dictature par un régime civil d’autorité et à instituer un parlementarisme s’accordant avec sa vision strictement organique de la société et de la représentation politique, étaient à l’unisson avec les orientations pontificales, en particulier avec celles de Léon XIII, auxquelles Ángel Herrera s’était totalement rangé ; la culture politique des propagandistas d’Ángel Herrera concordait largement avec les principes dont Primo de Rivera voulait qu’ils régissent désormais l’Espagne, à savoir l’unité espagnole et la préservation des traditions nationales telles que la religion catholique et l’institution monarchique.
Ángel Herrera, le véritable artisan de la démocratie chrétienne espagnole, mit à profit la fin abrupte du canovisme pour parachever une pensée déjà en grande partie élaborée. Le coup d’État de septembre 1923 interdisait de différer plus longtemps la mise sur pied d’un mouvement de masse d’empreinte conservatrice et traditionnelle, voué à l’action publique, mais sans étiquettes partidaires.

#### José Pemartín
Primo de Rivera confia la mission d’étoffer son corps doctrinal à deux de ses compatriotes andalous : José Pemartín et José María Pemán. Pemartín fit paraître en 1928 son ouvrage à succès Los valores históricos en la Dictadura española, plaidoyer percutant quoiqu’indirect pour l’UP, où le régime parlementaire d’inspiration rousseauiste figurait comme contre-exemple, et sur les ruines duquel s’élevait à présent la structure politique de la dictature primorivériste, avec comme pierre angulaire l’UP. À une époque où partout en Europe certains mouvements fustigeaient l’anachronique libéralisme, les tares de son avatar espagnol apparaissaient, selon l’auteur, plus crûment encore que partout ailleurs. Rejetant le système représentatif basé sur le suffrage universel inorganique, l’auteur faisait une esquisse globale détaillée de la structure étatique à laquelle la dictature aspirait, et où trouvait place tout un échafaudage institutionnel avec une profusion d’organismes, d’institutions et de corps de l’État de toute espèce. La parution de cet ouvrage, malgré sa facture moyenne, fut dans le XXe siècle espagnol un important jalon de l’antiparlementarisme conservateur. Ce dernier, né fondamentalement dans la période mauriste postérieure à la crise de 1909, et dont une des sources était l’œuvre d’Enrique Gil Robles, refonte de la doctrine politique classique espagnole, fut le courant de pensée le plus puissant de la droite gouvernementale modérée en Espagne tout au long du XXe siècle,. Le concept d’españolidad, répété à satiété, et ceux de catholicisme, de monarchie et de tradition étaient les idées force de l’idéologie pémartinienne d’un nouvel ordre basé sur le pragmatisme politique,.

#### José María Pemán
José María Pemán, chroniqueur pour La Nación et auteur du Décalogue de l’UP paru l’année précédente dans ledit journal avec l’agrément de Primo de Rivera, publia en 1929 la bible du parti sous le titre de El hecho y la idea de la Unión Patriótica (littér. le Fait et l’Idée de l’Union patriotique). Dressant un panorama des problèmes de l’Espagne, le texte se garde pourtant d’adopter l’allure d’un réquisitoire implacable contre le système représentatif suspendu en 1923, et se cantonne à en blâmer les excroissances parasitaires accumulées en son être sous l’effet d’une théorie et d’une pratique politiques en grande partie étrangères à la tradition nationale. C’est cette dernière qui doit fournir le modèle qu’il y a lieu de suivre si l’on veut doter d’efficacité un parlement, lequel du reste est absolument indispensable à l’exercice du pouvoir dans toute communauté bien réglée. Une grande partie de son argumentaire hostile au parlementarisme classique avait été puisé par Pemán chez les penseurs doctrinaux et politiques européens qui, à partir de positions anti-réactionnaires, prônaient à cette même époque un équilibre entre les différents pouvoirs de l’État. Ce dernier, croulant sous l’hypertrophie du législatif, subissait les conséquences bien connues de l’instabilité ministérielle, de l’adultération représentative, des abus de l’oligarchie, etc.. Rejetant avec une égale énergie l’absolutisme royal et parlementaire, l’auteur se faisait l’avocat des thèmes-clef de l’UP que sont la patrie, la religion et la monarchie, en soulignant l’impératif d’apolitisme qui doit prévaloir sur toute autre idée dans la doctrine du parti :

« L’Union patriotique est une ligue de citoyens qui, appuyant la dictature et collaborant avec elle, se propose d’apporter à toute la nation une éthique nouvelle et une œuvre sociale nouvelle et intense [...]. L’Union patriotique n’est autre que cela même que son nom indique : une grande union nationale. Tout ce qui peut faire obstacle à l’union est délibérément exclu d’elle : couleur politique définie, nuance de gauche ou de droite, filiation et origine de ceux qui viennent à elle. À l’inverse, tout ce qui doit nécessairement faire l’objet d’acceptation unanime de tout bon citoyen est invoqué chez elle avec insistance : moralité, honorabilité, ordre, œuvre sociale et culturelle, bonne administration. Entre l’Union patriotique et un ancien parti, il existe à dessein la différence radicale qu’il y a entre leurs noms eux-mêmes : la différence existant entre un parti et une Union ; celle qui existe entre le verbe diviser [partir en espagnol] et le verbe unir. »

La parution tardive de l’ouvrage devait le priver de sa puissance de feu propagandiste et l’empêcher de faire figure, comme il y était destiné, de principal cadre théorique de l’UP.

### Points communs et dissimilitudes avec le fascisme
Primo de Rivera veillait à se tenir à bonne distance du fascisme, lors même qu’il avait une certaine admiration pour quelques aspects purement formels du fascisme, comme la symbolique et la rhétorique,. En décembre 1923, trois mois après le coup d’État, Primo de Rivera déclara :

« Le fascisme, ce n’est pas précisément notre Somatén, et je crois que celui-ci est un organe social plus adéquat, plus concret dans sa mission et s’adaptant mieux à notre caractère. Le jour où le Somatén armé aura achevé son organisation dans toute l’Espagne et où le Parti civico-somaténiste se mettra à agir, l’Espagne disposera d’une force citoyenne d’une poigne incontestable. »

Yanguas Messía, collaborateur politique de Primo de Rivera, affirmait à son propos :

« Ni par son idéologie, ni par tempérament, il n’était un dictateur. Sa formation était celle d’un libéral modéré, et il parlait toujours de la nature transitoire de son gouvernement et du retour à la normalité [...] De par son tempérament, il n’était pas dominateur, ni enclin à décider de tout, ni ambitieux. Ni, moins encore, sa main dure ne dépassait-elle d’un seul pouce l’autorité indispensable. »

Certes, on peut citer les paroles d’Antonio Goicoechea sur le maurisme d’avant 1923, considéré comme première amorce de la droite autoritaire primorivériste :

« Les jeunes mauristes furent, d’une certaine façon, les précurseurs des chemises noires de Mussolini et des nazis d’Adolf Hitler. Ils ont donné pour la première fois en Espagne la sensation de l’existence d’une masse civile de la classe moyenne ne voulant plus être un instrument passif aux mains des politiques, ni un conglomérat inerte résigné à se laisser broyer entre l’orgueil de ceux d’en haut et la haine de ceux d’en bas,. »

Les rapports que l’UP entretenait avec la hiérarchie ecclésiastique est une autre caractéristique encore qui différencie l’UP du parti fasciste italien.
Il s’en fallut donc de beaucoup que l’UP ne devienne le parti tel que l’appelaient de leurs vœux les trazistes barcelonais, et c’étaient au contraire les propagandistas catholiques qui surent s’organiser efficacement pour servir de socle au nouveau parti, en raison, pour une grande part, de la cohérence et du développement idéologique très supérieurs des propagandistas par rapport aux trazistes, et de ce qu’ils disposaient d’une vaste organisation dont les ramifications s’étendaient sur une ample partie du territoire espagnol (dont la Confédération nationale agraire, l’Action catholique, l’Église elle-même), en plus d’organes de presse comme El Debate, El Correo de Andalucía, La Verdad, etc. ; s’y ajoutaient les étroits contacts qu’elle entretenait avec des secteurs économiques clef, dont en particulier les bourgeoisies catalane et basque, prêtes à se mobiliser et appelées à devenir la principale base d’appui et d’orientation du Directoire militaire,.
Quant au débat ouvert par l’hispaniste israélien Shlomo Ben-Ami, celui-ci arguant que l’idéologie de l’UP comportait déjà les idées fondamentales du « fascisme espagnol » de la décennie suivante, Eduardo González Calleja note pour sa part que si certes ces idées s’étaient fait jour alors (« refus du capitalisme et du libéralisme, crainte du socialisme, pari sur un État corporatif »), l’upétisme « en tant que mouvement créé par le pouvoir, ne remit jamais en cause le système socio-économique en vigueur, quand même il ait préconisé la mise en œuvre de quelques réformes dans le sens corporatiste et de l’étatisation. Au surplus, à la différence des autres partis fascistes ou populistes (comme le péronisme), l’UP n’entreprit pas ces réformes ni ne mobilisa la société pour en obtenir la réalisation, mais fut l’opportun comparse, dénué d’initiative, pour un régime dictatorial de droite qui à peine ébaucha un projet de démantèlement du système libéral. C’est en ce seul sens-là d’alternative antidémocratique que l’on peut reconnaître l’UP comme un précurseur du fascisme espagnol ». La dictature primorivériste elle-même, souvent placée sur le même plan que le fascisme, c’est-à-dire, en dépit de la diversité de ses sources idéologiques, comme un régime de dernier recours pour les classes dominantes, est présentée comme une solution de rechange au système agonisant de la Restauration ; aussi les historiens de tendance marxiste s’évertuent-ils à l’interpréter comme une préfiguration du régime franquiste (qualifié par eux de « fasciste »), malgré la nette distance entre l’UP et le fascisme italien.
De son côté, José Luis Rodríguez Jiménez souligne que « le parti renfermait déjà des éléments qui allaient être fondamentaux dans la plupart des futures organisations d’extrême droite en Espagne, à savoir : un rejet frontal du parlementarisme et des partis politiques, l’assignation aux forces armées d’une fonction de surveillance sur l’évolution de la vie politique et sociale, un vague corporatisme, un nationalisme espagnol et une interprétation centraliste de l’administration territoriale de l’État » ; le même historien signale d’autre part que « dans la discours de l’Union patriotique se perçoivent des éléments nostalgiques et réactionnaires empruntés au traditionalisme et au nationalisme conservateur espagnol (les appels à l’unité territoriale et spirituelle) », ainsi qu’au maurisme.
Certes, le nationalisme et l’anti-libéralisme constituaient le commun dénominateur ou du moins le soubassement fondamental de ces régimes, dénommés par la politologie moderne « regímes militaires corporatistes ». Dans le cas espagnol cependant, ce parallélisme ne découle que d’une imitation grossière et précipitée des aspects les plus superficiels de l’État mussolinien. Le monarchisme de la droite espagnole la moins ouverte et la moins développée, ainsi que le poids décisif de l’Église, déterminaient une ligne de démarcation bien définie et infranchissable entre l’expérience mussolinienne et la dictature primorivériste. Tant la Couronne que l’institution ecclésiastique se sont toujours refusées à faire appel au fascisme pour se pourvoir en noyaux fédérateurs. Le Manifeste du 13 septembre 1923 excluait a priori toute velléité pour le dictateur de donner à son régime la moindre empreinte hyper-étatique ou d’encadrer la masse de ses adeptes dans une organisation moulée sur le culte de la force et sur l’obéissance aveugle à un caudillo charismatique. Ni même le Somatén — étroitement apparenté, pour ce qui est de sa composition et de son développement, avec l’UP — n’a adopté un tel esprit,.

## Postérité
L’UP annonce quelques-uns des éléments caractéristiques de l’extrême droite espagnole sous la Seconde République, comme le rejet du libéralisme et de la démocratie.
Si Primo de Rivera n’eut jamais de représentation un tant soit peu claire du destin exact qu’il envisageait pour l’UP, il reste que la destinée de l’UP était  de se muer inéluctablement, une fois la dictature disparue, en le grand parti de la droite espagnole, apte à recueillir et conserver la part principale du patrimoine de l’UP et à s’engager avec succès dans les futurs affrontements électoraux. Tout la prédisposait à devenir l’héritière des grands partis conservateurs de l’Espagne contemporaine.
L’UP ne survécut pas au régime qui l’avait créée, toutefois, selon ce qu’affirme Eduardo González Calleja, « l’emprise de l’UP perdura bien au-delà de sa disparition : en son sein surgirent ou furent développées des idées corporatistes et autoritaires qui allèrent ensuite se cristalliser dans l’idéologie de groupes tels que l’Union monarchiste nationale, le Parti nationaliste espagnol, l’Action populaire, Renovación Española, la CEDA, la Phalange espagnole, ou dans la revue Acción Española. Elle fut, en définitive, un vivier de futurs dirigeants pour les partis de droite sous la République, et favorisa la convergence des positions de groupes en principe aussi irréconciliables que les alfonsins et les carlistes, qui ne tardèrent pas à conclure une alliance tactique à caractère anti-républicain ».
De façon générale, la masse de la droite espagnole n’a jamais su être un élément dynamisant de la politique nationale, et son rôle politique se borna à servir d’appui aux régimes autoritaires, comme ostensible toile de fond avalisant muettement les dictatures et les gouvernants « de l’ordre ». La mince strate de la droite progressiste et réformatrice, totalement éloignée de toute velléité crypto-fasciste, fut battue sur tous les fronts par la vague dictatoriale, et allait s’évanouir sous la dictature franquiste, avant de presque disparaître ensuite du champ de vision universitaire et politique de l’Espagne.
L’historiographie antifranquiste a tendu à considérer l’UP comme une préfiguration du parti unique de la dictature franquiste ; cela serait faire injure, estime José Manuel Cuenca Toribio, « aux valeurs morales, à religion de l’effort, à la foi en la méritocratie, au patriotisme fruste mais limpide qui s’était niché dans la conscience d’un nombre estimable d’Espagnols appartenant pour la plupart au peuple le plus authentique » ; ces historiens auraient « trop mis en relief le rôle des cadres de l’UP, en portant une attention sous-proportionnée aux affiliés de base ».